# Moderne vijfkamp op de Olympische Zomerspelen 1964
De moderne vijfkamp is een van de sporten die beoefend werden tijdens de Olympische Zomerspelen 1964 in Tokio.

## Heren

### Individueel
| rang   | sporter        | land | Paardensport | Schermen | Schieten | Zwemmen | Atletiek | totaal |
| ------ | -------------- | ---- | ------------ | -------- | -------- | ------- | -------- | ------ |
| Goud   | Ferenc Török   | HUN  | 1070         | 1000     | 960      | 960     | 1126     | 5116   |
| Zilver | Igor Novikov   | URS  | 1040         | 856      | 1020     | 1055    | 1096     | 5067   |
| Brons  | Albert Mokejev | URS  | 970          | 748      | 1060     | 1045    | 1216     | 5039   |
| 4      | Peter Macken   | AUS  | 1070         | 640      | 1020     | 1035    | 1132     | 4897   |
| 5      | Viktor Minejev | URS  | 1040         | 820      | 960      | 1050    | 1024     | 4894   |
| 6      | James Moore    | USA  | 1070         | 676      | 960      | 990     | 1195     | 4891   |
| 7      | Imre Nagy      | HUN  | 1040         | 892      | 960      | 940     | 1042     | 4874   |
| 8      | Bo Jansson     | SWE  | 1100         | 748      | 780      | 1075    | 1057     | 4760   |

### Team
| rang   | sporters                                        | land | Paardensport   | Schermen    | Schieten      | Zwemmen        | Atletiek       | totaal         | team  |
| ------ | ----------------------------------------------- | ---- | -------------- | ----------- | ------------- | -------------- | -------------- | -------------- | ----- |
| Goud   | Igor Novikov Albert Mokejev Viktor Minejev      | URS  | 1040 970 1040  | 877 672 836 | 1020 1060 960 | 1055 1045 1050 | 1096 1216 1024 | 5088 4963 4910 | 14961 |
| Zilver | James Moore David Kirkwood Paul Pesthy          | USA  | 1070 1100 1070 | 631 795 836 | 960 920 760   | 990 945 980    | 1195 973 964   | 4846 4733 4610 | 14189 |
| Brons  | Ferenc Török Imre Nagy Otto Török               | HUN  | 1070 1040      | 959 836 795 | 960 460       | 960 940 985    | 1126 1042 1000 | 5075 4818 4280 | 14173 |
| 4      | Bo Jansson Rolf Junefelt Hans-Gunnar Liljenwall | SWE  | 1100 1040      | 713 631 713 | 780 960 720   | 1075 1070 1055 | 1057 976 1066  | 4725 4737 4594 | 14056 |
| 5      | Peter Macken Donald McMiken Duncan Page         | AUS  | 1070 1100 1040 | 590         | 1020 1000 860 | 1035 960 995   | 1132 898 823   | 4847 4548 4308 | 13703 |
| 6      | Wolfgang Gödicke Uwe Adler Elmar Frings         | EUA  | 1100 1070 960  | 713 467 549 | 840 1020 940  | 975 1005 975   | 1030 1027 928  | 4658 4589 4352 | 13599 |
| 7      | Keijo Vanhala Kari Kaaja Jorma Hotanen          | FIN  | 1040           | 877 672     | 860 900 800   | 1035 945 905   | 817 904 1033   | 4629 4461 4450 | 13540 |
| 8      | Shigeaki Uchino Yoshihide Fukutome Shigeki Mino | JPN  | 1070 1100 1040 | 467 426 631 | 1020 820      | 1015 950 900   | 1018 1093 832  | 4590 4589 4223 | 13402 |

## Medaillespiegel
| rang   | land             | goud | zilver | brons | totaal |
| ------ | ---------------- | ---- | ------ | ----- | ------ |
| 1      | Sovjet-Unie      | 1    | 1      | 1     | 3      |
| 2      | Hongarije        | 1    | 0      | 1     | 2      |
| 3      | Verenigde Staten | 0    | 1      | 0     | 1      |
| totaal | totaal           | 2    | 2      | 2     | 6      |